# Vinga, nois, més fort!
Vinga, nois, més fort! (títol original en italià: Più forte, ragazzi!) és una pel·lícula italiana dirigida per Giuseppe Colizzi, estrenada el 1972. Ha estat doblada al català.

## Argument
Plata i Salud estafen l'assegurança simulant accidents aeris a l'Amazonia. QUan realmewnt el seu avió cau i s'estavella, descobreixen i ajuden una comunitat de buscadors de diamants explotats pel Sr. Ears (Reinhardt Kolldehoff)

## Repartiment
- Terence Hill: Plata
- Bud Spencer: Salud
- Reinhardt Kolldehoff: M. Ears
- Riccardo Pizzuti: Naso
- Marcello Verziera: Puncher
- Sergio Bruzzichini: un guardaespatlles
- Cyril Cusack: Matto
- Alexander Allerson: Germà de Salud
- Antoine Saint-John: Daveira, l'un dels guardaespatlles
- Carlos Munoz: August

## Premis i nominacions

### Premis
- 1973: Goldene Leinwand (Alemanya)
- 1973: Silver Ribbon a l'Italian National Syndicate of Film Journalists, Categoria Millor film